# Решетиловская фабрика художественных изделий
Решетиловская фабрика художественных изделий имени Клары Цеткин (укр. Решетилівська фабрика художніх виробів імені Клари Цеткін) — предприятие лёгкой промышленности в посёлке Решетиловка Решетиловского района Полтавской области, прекратившее производственную деятельность.

## История
В 1861 году в селе Решетиловка Полтавского уезда Полтавской губернии была создана ткацкая мастерская помещицы Хряпуновой, работники которой помимо изделий хозяйственно-бытового назначения изготавливали украшенные вышивкой художественные изделия.
В дальнейшем, во второй половине XIX века Решетиловка становится известна как центр художественного ткачества и вышивки.
В 1906 году ткацкая мастерская перешла в ведение Полтавского земства.
После окончания гражданской войны, в 1921 году на базе ткацкой мастерской была создана артель, отнесённая к категории предприятий местной промышленности и в 1926 году получившая имя Клары Цеткин.
В 1929 году на её базе была создана артель «Перемога» из пяти цехов.
В 1932 год работники предприятия создали ансамбль песни и пляски (в 1936 году занявший первое место на Всесоюзном конкурсе художественной самодеятельности).
В марте 1937 года в Решетиловке было открыто профессионально-техническое училище (изначально рассчитанное на 76 учеников), готовившее работников швейно-ткацких специальностей и действовавшее во взаимодействии с артелью.
После начала Великой Отечественной войны с 22 сентября 1941 года до 23 сентября 1943 года Решетиловка была оккупирована наступающими немецкими войсками, но уже 31 января 1944 года артель возобновила работу и в послевоенное время вновь стала одним из ведущих предприятий.
В дальнейшем, предприятие было расширено и механизировано. В 1960 году артель была преобразована в Решетиловскую фабрику художественных изделий имени Клары Цеткин, к 1967 году численность работников фабрики увеличилась до 422 человек. В это время основной продукцией фабрики являлись рубашки, сорочки, блузки, скатерти, вышитые полотенца. Образцы продукции экспонировались в СССР и на международном уровне (в том числе на выставках в Брюсселе, Марселе, Монреале и Дамаске).
После провозглашения независимости Украины в условиях экономического кризиса и распада хозяйственных связей положение предприятия осложнилось.
В декабре 1993 года Верховная Рада Украины приняла решение передать фабрику в ведение украинского концерна художественных промыслов «Укрхудожпром», и в январе 1994 года Кабинет министров Украины передал предприятие в состав ОАО «Укрхудожпром» как дочернее предприятие.
До 2000 года на фабрике работало свыше 500 человек, предприятие производило ковровые изделия (безворсовые ковры с растительным и геометрическим орнаментом), покрытия для скамеек, гобелены, тканые скатерти, салфетки, полотенца, шторы, а также вышитые национальные костюмы и изделия для художественной самодеятельности (вышитые женские, мужские и детские сорочки и рушники). В 2001 году Фонд государственного имущества Украины выставил на продажу оставшиеся в государственной собственности активы «Укрхудожпром» (в том числе, Решетиловскую фабрику художественных изделий).
В 2005 году фабрика остановила производство и была закрыта.
Весной 2016 года было принято решение передать не функционирующую фабрику в коммунальную собственность.